# Georges Loinger

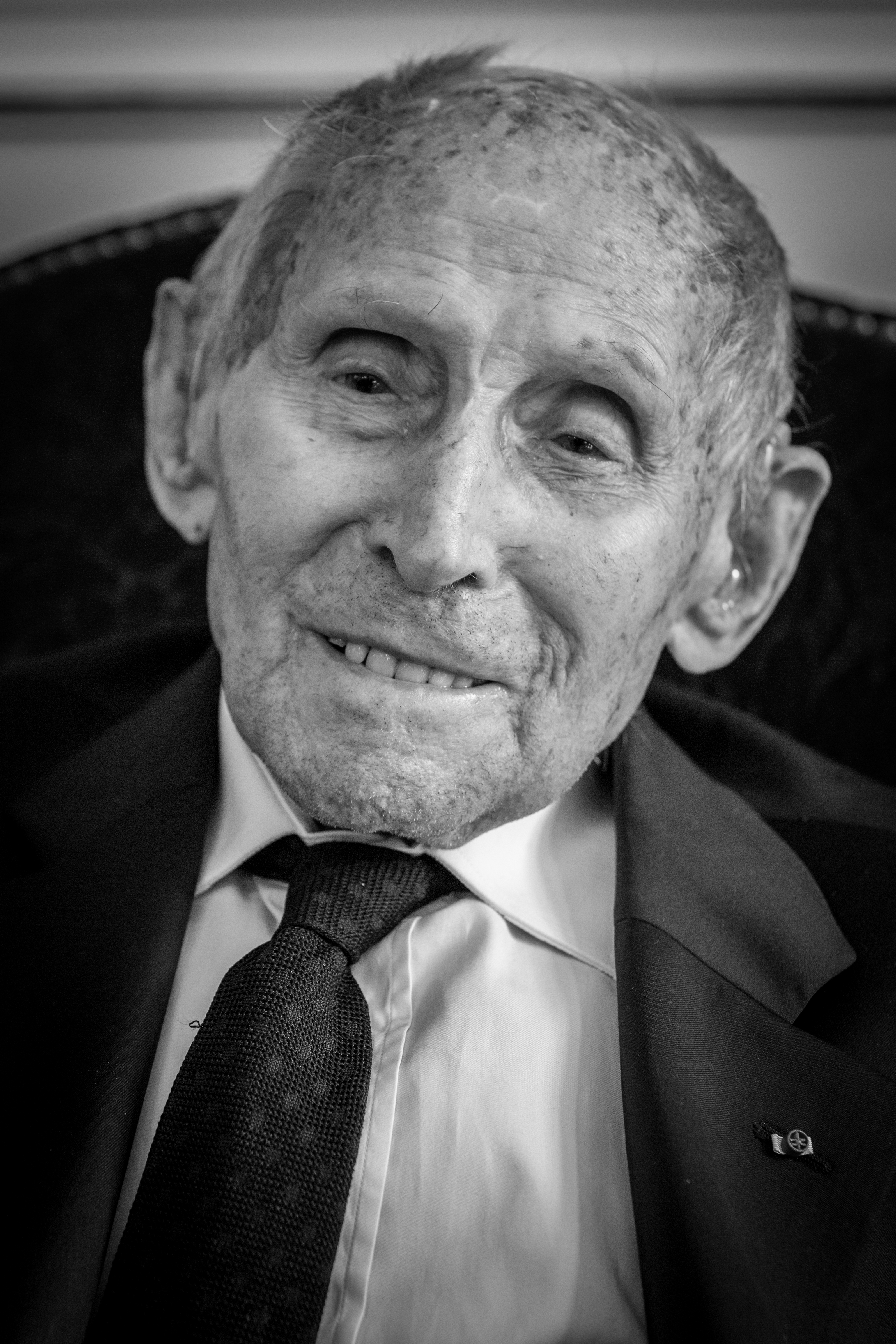
Portret van Georges Loigner door Claude Truong-Ngoc (2014)

Georges Uriel Joseph Loinger (Straatsburg, 29 augustus 1910 – Parijs, 28 december 2018) was een Frans verzetsstrijder tijdens de Tweede Wereldoorlog.

## Levensloop
Loinger wordt in 1910 geboren als zoon van Salomon Loinger en Mina Werzberg, de oudste van vier kinderen. In 1929 studeert hij af als ingenieur, een baan die hij slechts enkele jaren zal uitoefenen. In 1932 begint hij aan een studie in Parijs om leerkracht lichamelijke opvoeding te worden. In 1934 trouwt hij en enkele jaren later wordt hij vader van een zoon, Daniel.
Loinger wordt opgeroepen voor militaire dienst als de Tweede Wereldoorlog uitbreekt in 1939. In 1940 wordt hij gevangengenomen door het Duitse leger. Omdat hij blond haar en blauwe ogen heeft, valt het niet op dat hij joods is en wordt hij naar een krijgsgevangenenkamp in Duitsland gestuurd. Hij belandt in Stalag 7A, van waaruit hij eind 1940 ontsnapt. Hij keert terug naar Frankrijk en gaat daar in 1942 aan de slag bij het Œuvre de secours aux enfants. Als lid van deze organisatie slaagt hij erin om honderden kinderen te laten ontsnappen naar Zwitserland. In 1944 helpt Loinger ook zijn eigen vrouw en twee kinderen (zijn tweede zoon, Guy, werd in 1942 geboren) de Zwitserse grens over.
Na de oorlog blijft Loinger nog een tijdlang actief binnen het OSE. Vanaf 1947 zet hij zich in voor de Aliyah Bet en helpt hij Holocaust-overlevers naar Palestina. In 1949 wordt hij directeur van de Israëlische rederij ZIM. In 1978 gaat hij met pensioen.

## Familie
Zijn jongste zus, Fanny Loinger, maakte net zoals hijzelf tijdens de oorlog deel uit van de verzetsgroep Garel. Zijn neef, de acteur Marcel Marceau, zat tijdens de oorlog ook in het verzet.

## Eretekens
Loinger werd in 1999 officier in het Franse Legioen van Eer en in 2005 commandeur. Daarnaast ontving hij ook de  Franse Verzetsmedaille en het Franse Oorlogskruis. Op 12 juli 2012 ontving hij de Orde van Verdienste van de Bondsrepubliek Duitsland. In 2014 werd Loinger ereburger van zijn geboortestad, Straatsburg.